# L'última seducció
L'última seducció (títol original en anglès: The Last Seduction) és una pel·lícula estatunidenca negra dirigida per John Dahl. Una continuació sense els interpretes originals, L'última seducció II, va sortir directament en vídeo l'any 1999. Joan Severance farà el paper creat per Linda Fiorentino. Ha estat doblada al català.

## Argument
Bridget Gregory furta al seu marit Clay, traficant de droga perseguit per usurers, 700.000 $ en efectiu. Mentre s'escapa en cotxe cap a Xicago, s'atura a la petita ciutat de Beston. Coneix en un bar Mike Swale, que torna de Buffalo després d'un matrimoni seguit d'un divorci llampec. Es descobreixen de seguida les afinitats, Bridget només desitja una aventura d'un vespre i Mike busca abandonar Beston.
Mentrestant, a Clay Gregory li trenquen un polze els usurers que volen recuperar el seu préstec. Amb l'ajuda d'un detectiu privat, investiga la seva dona i els seus diners. Bridget agafa el nom de Wendy Kroy i es contractada a la companyia d'assegurances on treballa Mike. La seva falsa identitat és gairebé un anagrama de « New York » i Clay, coneixent el seu gust pels jocs d'escriptura, acabarà per trobar el seu secret.
Quan Mike li mostra que es poden creuar dossiers d'assegurances per descobrir si un marit és infidel, Bridget elabora un pla per vendre « contractes » d'homicidi a les esposes enganyades. Aparenta marxar a Florida per executar un d'aquests contractes, mentre que en realitat va a Buffalo per trobar l'ex-dona de Mike, Trish. Amb la finalitat de provar que ha tocat un part de l'assegurança de mort d'una vídua en pagament dels seus serveis, mostra a Mike els diners robats a Clay. Li afirma que ha matat perquè puguin aprofitar junts aquests diners, a continuació el persuadeix que ha de fer igual per provar-li el seu amor.
L'empeny a assassinar un advocat fiscalista que desposseeix fraudulentament senyores d'edat de la seva casa. Al començament reticent, acaba per ordenar-se als seus arguments després que ha rebut una carta de Trish, dient-li que anava a Beston. Aquesta carta era de fet falsa i redactada per Bridget per fer-lo canviar de parer.
Mike va a Nova York i penetra per la força al pis de l'advocat, que resulta ser Clay. Aquest últim, un cop lligat, s'adona del que es trama quan Mike menciona el nom de Wendy Kroy, i el convenç de l'engany mostrant-li una foto d'ell i de Bridget junts. Ells tramen llavors un complot per duplicar-la, però canvia els papers matant ella mateixa el seu marit. Ella exigeix a un Mike completament atordit de violar-la. Com rebutja, li revela que sap que Trish és transsexual. Arriba tant a manipular-lo fins que, a punt d'un atac de nervis, la munta brutalment prop del telèfon despenjat, amb la policia en línia.
Mike es troba a la presó, acusat de violació i d'homicidi voluntari, mentre Bridget se'n va amb el botí.

## Repartiment
- Linda Fiorentino: Bridget Gregory/Wendy Kroy
- Bill Pullman: Clay Gregory
- Peter Berg: Mike Swale
- Bill Nunn: Harlan
- J. T. Walsh: Frank Griffith
- Brien Varady: Chris
- Serena: Trish Swale

## Banda original
- Groove Me interpretada per The ElderGreens
- Momma Love Sissors interpretada per Charlie Terrell
- Warmer Days interpretada per Blues Traveler
- Poisson Kiss interpretada per Charlie Terrell
- Cowgirl Blues interpretada per Sandy Rogers
- Soft Touch interpretada per The Smokin' Joe Kubek Band

## Premis i nominacions

### Premis
- Premi de la critica al Festival de cinema policíac de Cognac
- NBR Award
- Independent Spirit Award al primer paper femení per Linda Fiorentino
- ALFS Award de l'actriu de l'any per Linda Fiorentino
- NYFCC Award a la millor actriu per Linda Fiorentino

### Nominacions
- DGA Award per John Dahl
- Edgar Allan Poe Award per Steve Barancik
- BAFTA a la millor actriu en un paper principal
- Chlotrudis Award a la millor actriu

Es volia nominar Linda Fiorentino per l'Oscar a la millor actriu, però el film va ser desqualificat perquè havia estat difós a HBO abans de ser projectat en la pantalla gran.

## Crítica
"Relat dur i intens on brilla la protagonista"